# Cordillera de Mérida
Cordillera de Mérida je niz planinskih masiva na sjeverozapadu Venezuele, koji čini sjeveroistočni krak Anda.

## Geografske karakteristike
Masiv se pruža od jugozapada prema sjeveroistoku između kolumbijsko - venezuelanske granice i Karipskih Andi, do grada Barquisimeto, gdje završava.
Cordillera de Mérida pokriva ne samo veći dio države Méride, već i dobar dio teritorija Trujilla i Táchira. Granica masiva na jugozapadu je depresija Táchira, a na sjeveroistoku depresije Carora i Barquisimeto.
Masiv ima površinu od 32.500 km², dug je nekih 450 km i prosječno širok 80 km (maksimalno 145 km), uzdiže se do visine od 4981 m kod vrha Pico Bolívar, koji je i najviša točka Venezuele.
Masiv ima povijest usko povezanu sa geološkom evolucijom sjevera južnoameričkog kontinenta.
Nastanak masiva je sigurno povezan s interakcijom južnoameričkih litosfernih ploča; Nazca, Cocos i Karipske.
Nakon razdvajanja Afričke i Južnoameričke ploče, Južnoamerička ploča počela se pomicati prema sjeveru i zapadu, uzrokujući konvergentnu tektoniku u pacifičkoj regiji, koja je za posljedicu imala subdukciju ploča. Taj tektonski poremećaj razlog je za uzdizanje Anda, u Južnoj Americi.
Tektonika ploča rezultirala je nizom složenih događaja, koji su počeli krajem proterozoika, da bi početkom paleozoika, bila konsolidirana baza Cordillera.
Masiv je sjeverozapadna granica slijeva rijeke Orinoco, čije vode zbog tog teku u Karipsko more.

## Vanjske poveznice
- Cordillera de Mérida na portalu EcuRed (šp.)